# لوماس د زامورا
لوماس د زامورا (به اسپانیایی: Lomas de Zamora) شهری در کشور آرژانتین، استان بوئنوس آیرس است که در سال ۲۰۰۹ میلادی، حدود ۱۱۱٬۸۹۷ نفر جمعیت داشته‌است. لوماس د زامورا مرکز بخش د لوماس د زامورا است.